# Isla del Padre

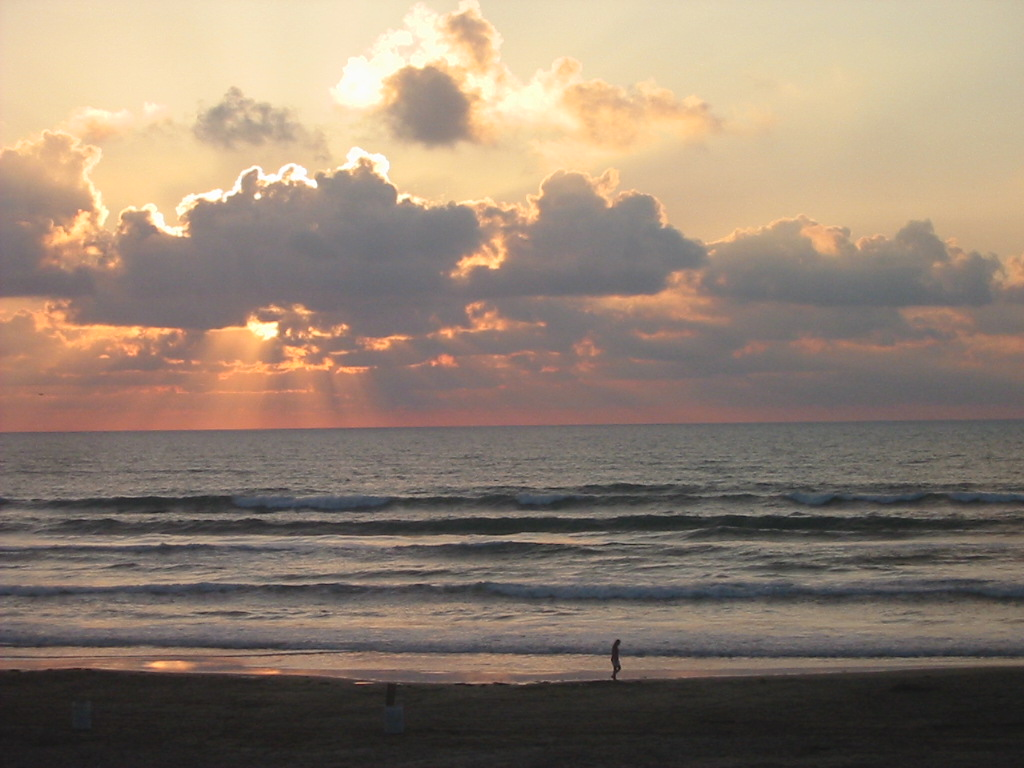
Panorámica de una playa en la Isla del Padre.

La Isla del Padre (Padre Island en inglés) es una isla de los Estados Unidos en la costa sur del estado de Texas. 

## Geografía

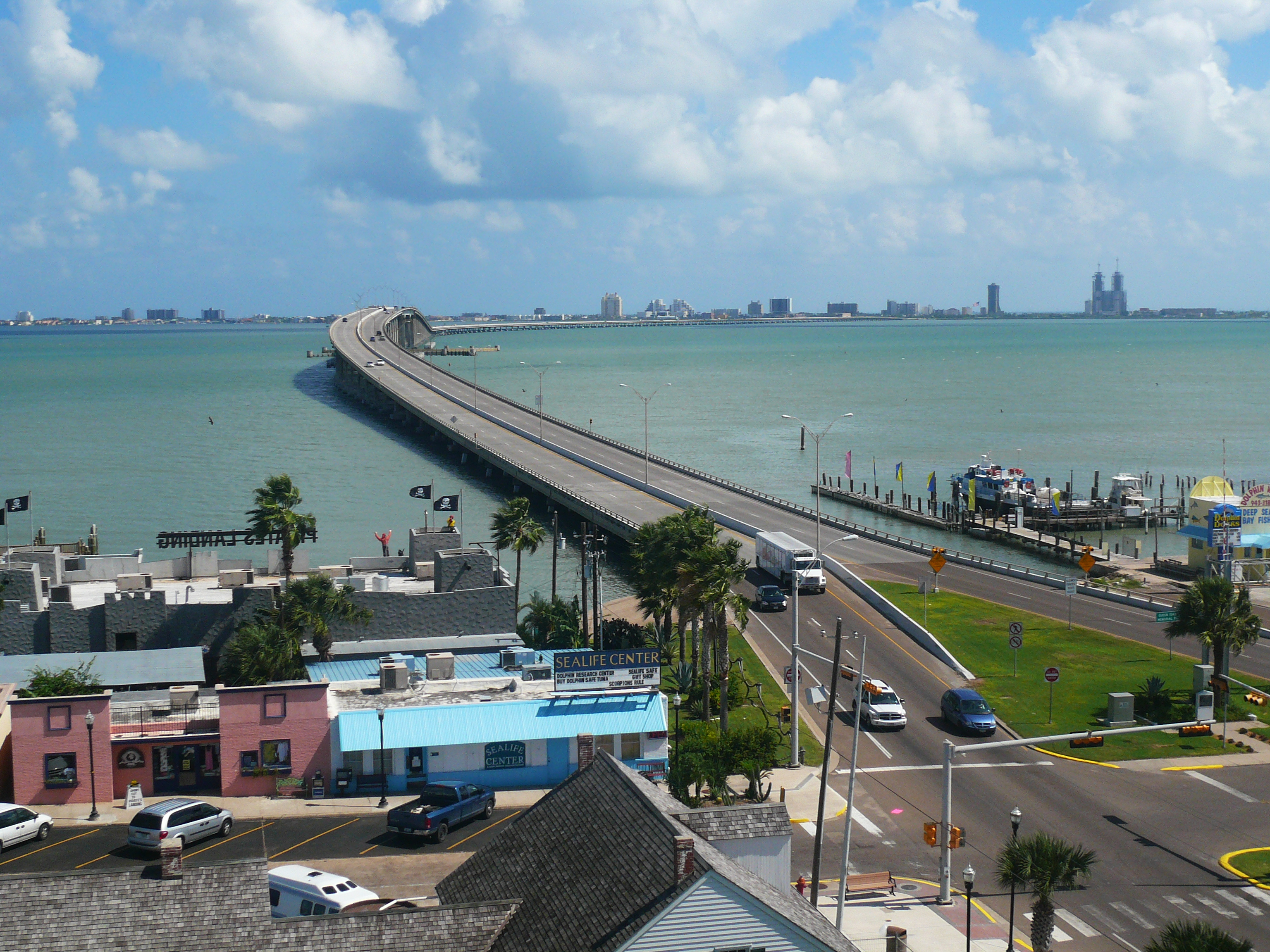
Puente que conecta con el continente a la población de South Padre Island (al fondo), localizada en el extremo sur de la Isla del Padre. En primer plano, la población de Port Isabel.

Localizada en las coordenadas 26º49'54 Norte y 97º24'08 Oeste, la isla es de forma alargada, sirve como barrera contra la erosión proveniente del Golfo de México y es el banco de arena más largo del mundo, midiendo unos 210 kilómetros de longitud. Corre paralelamente a la línea costera de Texas, con la Laguna Madre de por medio; al este queda el Golfo de México. Por el norte de la isla queda la Isla Mustang, al extremo sur queda la población turística de South Padre Island, conectada mediante un puente a tierra firme. Más al sur se localiza la Isla Brazos
En conjunto la isla está escasamente poblada y su parte central es una reserva natural. El canal Mansfield la atraviesa por la mitad. Por su longitud, la isla está incluida en cinco condados de Texas (Cameron, Kenedy, Kleberg, Nueces, y Willacy). La isla es relativamente joven, formándose hace unos cuantos miles de años.

## Historia
Llamada al principio Isla de Santiago o Isla de Corpus, en el siglo XVIII la isla fue concedida por el gobierno español a la familia Ballí, siendo José Nicolás Ballí y Rosa María Hinojosa  quienes dieron en herencia a su hijo el sacerdote José Nicolás Ballí, siendo  Ratificada la propiedad por el gobierno mexicano y español tras la independencia en 1829 fecha que se otorga su título de adjudicación al padre Ballí,  quien, no habiendo dejado descendencia, deja como únicos herederos a sus sobrinos, los hijos de Carmen Ballí. El sacerdote José Nicolás Ballí y congregación  fueron los primeros en colonizar la isla. El lugar comenzó a conocerse por antonomasia como la Isla del Padre Ballí, evolucionando a Isla del Padre, nombre que hasta hoy día conserva.
Actualmente la Isla del Padre se encuentra bajo litigio resultado de la expropiación que el gobierno de Estados Unidos hizo para explotar la Isla con fines petroleros y turísticos. Los descendientes legítimos del Sacerdote José Nicolás Balli, reclaman los beneficios obtenidos por la explotación petrolera así como la propiedad de la isla.